# Jarząb (Sainte-Croix)
Pour les articles homonymes, voir Jarząb.
Jarząb est une localité polonaise de la gmina de Radoszyce, située dans le powiat de Końskie en voïvodie de Sainte-Croix.